# Tom Vaughan
Tom Vaughan (Glasgow, 5 settembre 1969) è un regista scozzese.
Attivo nel cinema e nella televisione, ha diretto serie quali Cold Feet (1999) e He Knew He Was Right (2004) e film come Notte brava a Las Vegas (2008) e Misure straordinarie (2010).

## Filmografia parziale

### Cinema
- Il quiz dell'amore (Starter for 10) (2006)
- Notte brava a Las Vegas (What Happens in Vegas) (2008)
- Misure straordinarie (Extraordinary Measures) (2010)
- Una spia al liceo (So Undercover) (2012)
- Il fidanzato di mia sorella (Some Kind of Beautiful) (2014)

### Televisione
- Final Demand – miniserie TV (2003)
- He Knew He Was Right – miniserie TV (2004)
- Poirot (Agatha Christie's Poirot) – serie TV, episodio 13x03 (2013)
- Doctor Foster – serie TV, episodi 1x01-1x02-1x03 (2015)
- The Royals – serie TV, 4 episodi (2015)
- Victoria – serie TV, episodi 1x01-1x02-1x03 (2016)
- The Son - Il figlio (The Son) – serie TV, episodi 1x09-1x10 (2017)
- Press – miniserie TV (2018)
- The Singapore Grip – serie TV, 6 episodi (2020)
- Screw – serie TV, episodi 1x01-1x02-1x03 (2022)
- You & Me – miniserie TV (2023)